# 斉藤信行
斉藤 信行（さいとう のぶゆき）は日本の男性声優。以前はヴィーヴに所属していた。

## 出演作品

### テレビアニメ
1999年
- ビーストウォーズネオ 超生命体トランスフォーマー（ラートラータ）
- ビックリマン2000（悪運ゴール、減画素魔、ボールペン銀、放火魔人、三文文四）
- メダロット（兄貴、チャベック、プラウダ）

2001年
- こちら葛飾区亀有公園前派出所（犯人）
- 破壊魔定光（ミチオ）
- 遊☆戯☆王デュエルモンスターズ（ビッグ1大下幸之助 / 深海の戦士〈初代〉、支配人）

### OVA
1999年
- るろうに剣心 -明治剣客浪漫譚- 追憶編（野盗）

### ゲーム
2001年
- HUNTER×HUNTER 龍脈の祭壇（アマネ）

2003年
- ゲゲゲの鬼太郎 異聞妖怪奇譚